# جسی ۱۰۴۶۴
سیارک ۱۰۴۶۴ (به انگلیسی: 10464 Jessie، نامگذاری:1979SC) ده هزار و چهارصد و شصت و چهارمین سیارک کشف شده‌است که در ۱۷ سپتامبر ۱۹۷۹ کشف شد.